# Rita Varnienė
Rita Varnienė (* als Rita Dambravaitė am 9. Mai 1973 in Vilkaviškis) ist eine litauische Schachspielerin.

## Leben
Nach dem Abitur 1991 an der "Aušros"-Mittelschule Vilkaviškis absolvierte Rita Dambravaitė 1995 das Bachelorstudium an der Informatikfakultät der Vytautas-Magnus-Universität Kaunas. Ihr erster Trainer war ihr Vater Kęstutis Dambrava, Leiter und Trainer des Širvinta-Schachclubs der Rajongemeinde Vilkaviškis.
Varnienė wurde 1991 und 1999 litauische Einzelmeisterin der Frauen, 1990, 1992 und 2000 Vizemeisterin, 1993 und 2002 belegte sie den 3. Platz bei den Einzelmeisterschaften der Frauen. 1992, 2000 und 2002 vertrat sie Litauen bei den Schacholympiaden der Frauen. Außerdem nahm sie mit Litauen an der Mannschaftseuropameisterschaft der Frauen 1999 teil. Mit Širvinta Vilkaviškis nahm sie 1999 und 2000 am European Club Cup der Frauen teil.